# Hatice Muazzez Sultan
Haseki Hatice Mû'azzez Sultân (en turco otomano: معزز سلطان‎; "confiable" y "fuerte")  (c.1628 — Estambul, 12 de septiembre de 1687), o solamente conocida como Muazzez Sultan, fue la tercera consorte del sultán Ibrahim I y madre de Ahmed II, el cual le otorgó el título de Valide Sultan después de su fallecimiento, como título póstumo.

## Vida
Nacida hacia 1628, su nombre posiblemente era Eva y debió haber llegado al harén hacia 1641. Los historiadores están de acuerdo en que ella provenía de la ciudad de Cracovia, en Républica de las Dos Naciones (actualmente Polonia). Leslie Pierce dice que el origen de ella y de Turhan Sultan (la consorte principal de Ibrahim I) es eslavo oriental.
Muazzez se convirtió en favorita del recién coronado sultán Ibrahim I en 1642 y dio a luz a su único hijo, Şehzade Ahmed (futuro Ahmed II) el 25 de febrero de 1643. Durante el reinado de Ibrahim, recibía un estipendio de 1000 aspers al día. 
Después de la deposición y muerte del sultán Ibrahim en 1648, el hijo mayor de él y Turhan Sultan, el sultán Mehmed IV ascendió al trono, tras lo que Muazzez se instaló en el Palacio Viejo. Esto dio inicio a treinta y siete años de reclusión allí.

## Muerte y consecuencias
En 1687, un gran incendio se produjo cerca del Palacio Viejo. Al anochecer las llamas alcanzaron el palacio. El fuego ardió durante cinco horas y quemó varias zonas del complejo. La mayoría de las personas en el Palacio Viejo fueron salvadas por los criados de palacio. Muazzez resultó tan quemada por el fuego que falleció al día siguiente. Su cuerpo fue llevado a Üsküdar, y fue enterrada cerca de un palacio allí. Así, no fue Valide sultan para su hijo porque murió cuatro años antes de que Ahmed II ascendiera al trono.
Las pertenencias personales de Muazzez, fueron inmediatamente transferidas al tesoro imperial. Sus joyas fueron entregadas a Behzad Kadın, Süğlün Kadın, y Șehsuvar Kadın, consortes del nuevo sultán Suleiman II. Pero cuando su hijo ascendió al trono en 1691, les quitó las joyas a las consortes del recientemente difunto soberano, y las colocó también en el tesoro imperial.

## Hijos
Junto con Ibrahim, Muazzez tuvo solo un hijo, de todas formas se le aseguran otros hijos, pero debido a la destrucción de archivos se desconoce si es verdad:
- Ahmed II (Palacio de Topkapı, 25 de febrero de 1643 — Edirne, 6 de febrero de 1695), enterrado en la Mezquita de Solimán.

## En la ficción
En la serie de televisión histórica de no ficción de 2015 Muhteşem Yüzyıl: Kösem, Muazzez Sultan fue interpretada por la actriz turca, Firuze Gamze Aksu.